# 니컬러스 그린

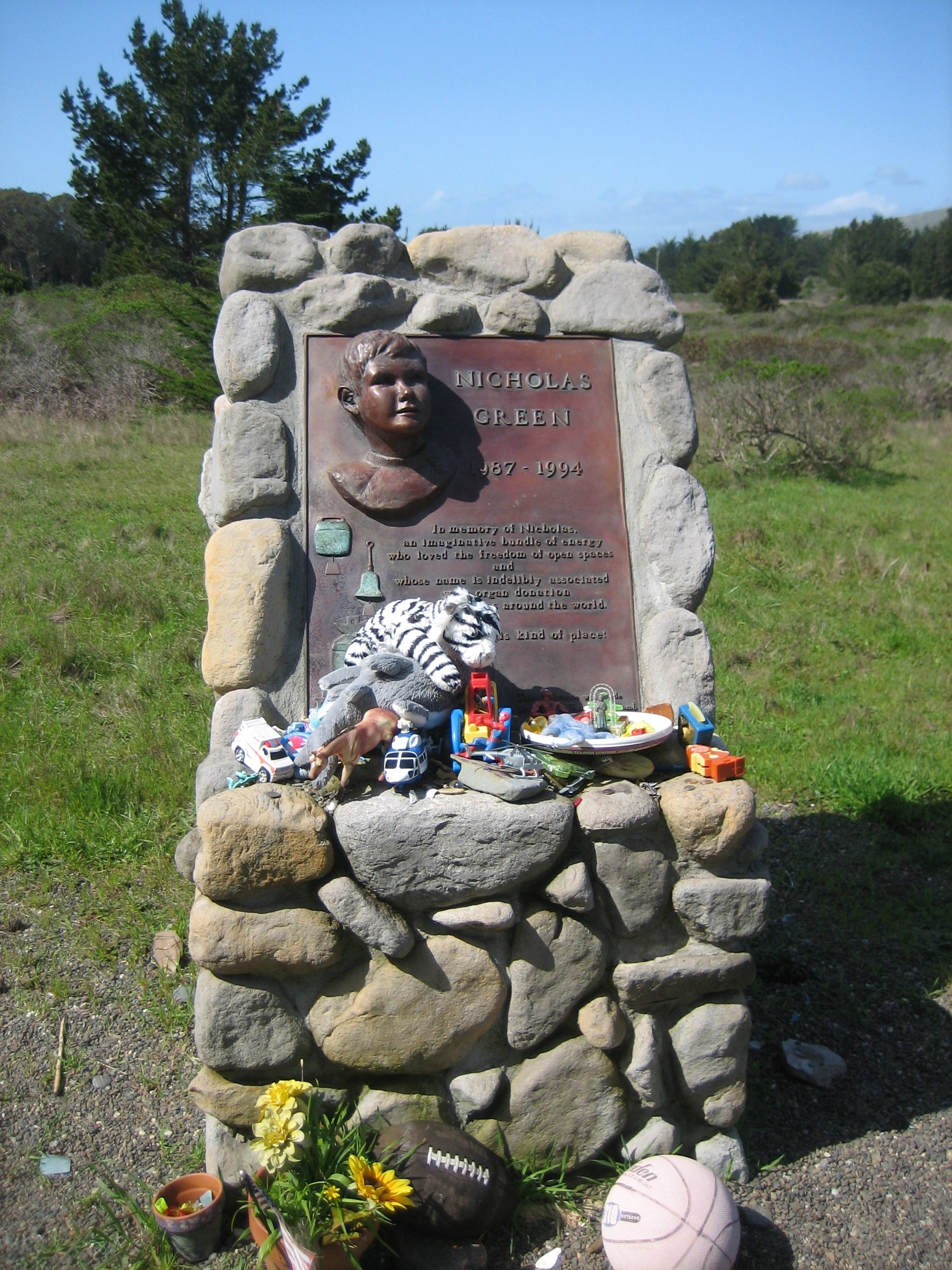
니컬러스 그린의 기념비

니컬러스 그린(Nicholas Green, 1987년 9월 9일~1994년 10월 1일)은 미국의 소년으로, 이탈리아 남부를 여행하던 중 강도가 쏜 총에 맞아 사망했다. 사망 이후 일곱 명에게 장기를 기증했으며, 이 사건은 이탈리아에서 장기 기증을 늘이는 계기가 되었다.
1994년 9월 29일 밤 11시경 유럽 여행 중이던 그린 가족(레그 그린, 메기 그린 부부와 7살의 아들 니컬러스, 4살된 딸 엘리나)은 자동차 전용도로를 달리고 있었다. 그때 갑자기 따라붙은 차에서 강도가 총을 발사했고, 그 총에 니컬러스가 맞아 혼수상태에 빠져 이탈리아의 큰 병원에 이송되었다. 총알은 오른쪽 바로 위 머리에 맞아 뇌 한가운데를 관통했고, 소생할 가망은 전혀 없었다. 니컬러스의 부모는 장기 기증을 결심하고, 이탈리아인 7명에게 심장, 각막, 간, 췌장세포를 기증했다. 니컬러스의 심장은 선천성 심장결함을 가지고 있던 로마에 사는 15살 안드레아라는 소년을 살렸고, 신장은 투석 치료 없이 살 수 없던 티노 모타와 안나 마리아를 투석 치료에서 벗어나게 해주었으며, 간은 살 날이 얼마 남지 않은 마리아 피아 페다리라는 19살 소녀의 목숨을 살렸다. 마지막으로 각막은 5년 동안 이식을 기다리고 있던 24살의 도미니카 갈레에게 세상을 보게 해 주었다. 이탈리아의 시민들은 어린아이의 생명이 무자비하게 뺏긴 사실에 충격을 받았고, 또한 레그 그린 가족이 장기 기증을 결심한 것에 대해 큰 감동을 받았다.
이탈리아는 유럽 쪽에서 가장 낮은 장기 기증률을 보이고 있었지만, 1994년 이 사건 이후 1995년과 1996년 사이에 4배가 증가했다. 그 이후에도 장기 기증률의 상승은 계속되어 유럽 평균 수준으로까지 상승했다. 이런 현상은 전 세계 매스컴을 통해 널리 알려져, ‘니컬러스 효과(The Nicholas Effect/l'Effetto Nicholas)’라는 이름으로 불리게 되었다. 그 이후 ‘니컬러스 효과’란 말은 장기기증 운동을 상징하는 고유명사가 되었다.
이후 니컬러스의 아버지 레그 그린은 국제 장기 이식 회의에 참석하는 등 장기 기증 문화 형성에 노력을 기울였고, 1999년 장기기증에 대한 내용을 담은 책 《아주 오랫동안 영원히》를 발간하여 더 많은 사람에게 알리려고 하였다.